# Ґживна (Куявсько-Поморське воєводство)
Ґживна (пол. Grzywna, нім. Griffen) — село в Польщі, у гміні Хелмжа Торунського повіту Куявсько-Поморського воєводства.
Населення — 1131 особа (2011).
У 1975—1998 роках село належало до Торунського воєводства.

## Демографія
Демографічна структура станом на 31 березня 2011 року:
|          | Загалом | Допрацездатний вік | Працездатний вік | Постпрацездатний вік |
| -------- | ------- | ------------------ | ---------------- | -------------------- |
| Чоловіки | 587     | 154                | 383              | 50                   |
| Жінки    | 544     | 119                | 331              | 94                   |
| Разом    | 1131    | 273                | 714              | 144                  |